# Саид ибн аль-Мусаййиб
Са’ид ибн уль-Мусайиб (араб. سعيد بن الْمُسَيِّبِ‎; 642, Медина — 715 или 713, Медина) — один из значимых таби’инов Медины, курайшит, один из больших учёных своего времени. Прозванный в своё время «учёным жителей Медины» и «господином таби’инов», один из передатчиков хадисов от пророка Мухаммада, один из «семи факихов Медины».

## Биография
Родился Абу Мухаммад Са’ид ибн уль-Мусайиб ибн Хазн ибн Абу Вахб аль-Махзуми в 15 г.х. в Медине во время правления халифа ’Умара ибн уль-Хаттаба. Вел аскетичный и набожный образ жизни, жил на то что приобрели его руки. Был избит и посажен в тюрьму при правлении 'Абдуль-Малика ибн Марвана за то, что отказался присягнуть его сыновьям Валиду и Сулейману. Умер он 94 году по хиджре.

## Высказывание исламских ученых о нём
Сказал ’Али ибн аль-Мадини: «Я не знаю из числа таби’инов обширней в знании чем он».